# Джималово
Джималово (пол. Drzymałowo, нім. Kaisertreu) — село в Польщі, у гміні Раконевиці Ґродзиського повіту Великопольського воєводства.
Населення — 167 осіб (2011).
У 1975-1998 роках село належало до Познанського воєводства.

## Демографія
Демографічна структура станом на 31 березня 2011 року:
|          | Загалом | Допрацездатний вік | Працездатний вік | Постпрацездатний вік |
| -------- | ------- | ------------------ | ---------------- | -------------------- |
| Чоловіки | 84      | 23                 | 56               | 5                    |
| Жінки    | 83      | 17                 | 56               | 10                   |
| Разом    | 167     | 40                 | 112              | 15                   |